# Дорожня поліція Каліфорнії
Дорожня поліція Каліфорнії (англ. California Highway Patrol) — правоохоронний орган американського штату Каліфорнія. Обов'язком дорожньої поліції є патрулювання всіх автотрас в Каліфорнії. Також вона виконує обов'язки поліції штату.
Коли в Каліфорнії почали з'являтися транспортні засоби, стало зрозуміло, що вони потребують регулювання. Правоохоронні органи почали патрулювати дороги використовуючи мотоцикли, машини та вантажівки. В 1920 році група поліцейських-мотоциклістів у Фресно заснували Асоціацію дорожніх офіцерів Йоакін Веллі (англ. Joaquin Valley Traffic Officer's Association) для того щоб допомагати один одному та забезпечувати безпеку на дорогах. Першим президентом асоціації було обрано Гаррі Вілсона. В 1921 році вони перейменувались в Каліфорнійську асоціацію дорожніх поліцейських (англ. California Association of Highway Patrolmen). В 1929 Легіслатура Каліфорнії видала наказ про створення Дорожньої поліції Каліфорнії як підрозділу Відділу транспортних засобів в Департаменті громадських робіт на основі Каліфорнійської асоціації дорожніх поліцейських. Губернатор Каліфорнії Клемент Янг підписав цей наказ 14 серпня 1929, що і вважається офіційним заснуванням дорожньої поліції. Спочатку обов'язком дорожньої поліції було стеження за виконанням Акту про транспортні засоби, але її обов'язки поступово збільшувались. В 1995 році Дорожня поліція Каліфорнії поглинула Поліцію штату Каліфорнія. Зараз дорожня поліція є підрозділом Транспортного агентства штату Каліфорнія. Є пропозиції перевести Правоохоронний відділ Каліфорнійського департаменту рибальства і дикої природи в склад Дорожньої поліції Каліфорнії щоб забезпечити кращий захист довкілля та природних ресурсів Каліфорнії. Через брак фінансування він стикнувся з проблемою малої кількості співробітників в останні десять років. Таку саму ідею вже втілили в життя в Орегоні та на Алясці, де Поліція штату Орегон та Трупери штату Аляска вже виконують функції єгерів в рамках окремих підрозділів риболовства і дикої природи в обох департаментах.
Дорожня поліція Каліфорнії є найбільшим правоохоронним органом рівня штату в США. Там працює понад 11 000 співробітників, з яких приблизно 7500 є офіцерами і 3500 цивільний персонал.
В вересні 2005 Дорожня поліція Каліфорнії брала активну участь в ліквідації наслідків Урагану Катріна на узбережжі Мексиканської затоки. Дорожня поліція почала ліквідацію наслідків катастрофи в Новому Орлеані ще до того, як туди прибула Національна гвардія США.

## Обов'язки
Обов'язком Дорожньої поліції Каліфорнії є охорона закону на всіх автотрасах штату, федеральних автотрасах та міжштатних автотрасах на території Каліфорнії, а також на всіх дорогах в неінкорпорованих частинах округів. Вона також може, але не зобов'язана, патрулювати всі дороги штату. Не зважаючи на те, що основні обов'язки дорожньої поліції пов'язані з транспортом, вона має повноваження щодо всіх законів штату.
Окрім обов'язків з патрулювання автотрас, дорожня поліція також виконую деякі інші функції, наприклад охороняє урядові будівлі (зокрема Капітолій штату Каліфорнія) та охороняє урядовців штату (зокрема Губернатора штату Каліфорнія). Дорожня поліція Каліфорнії також співпрацює з місцевими правоохоронними органами, допомагаючи їм в розслідуваннях та патрулюванні. Офіцери дорожньої поліції виконують обов'язки судових приставів в Верховному суді Каліфорнії та в Апеляційному суду Каліфорнії.

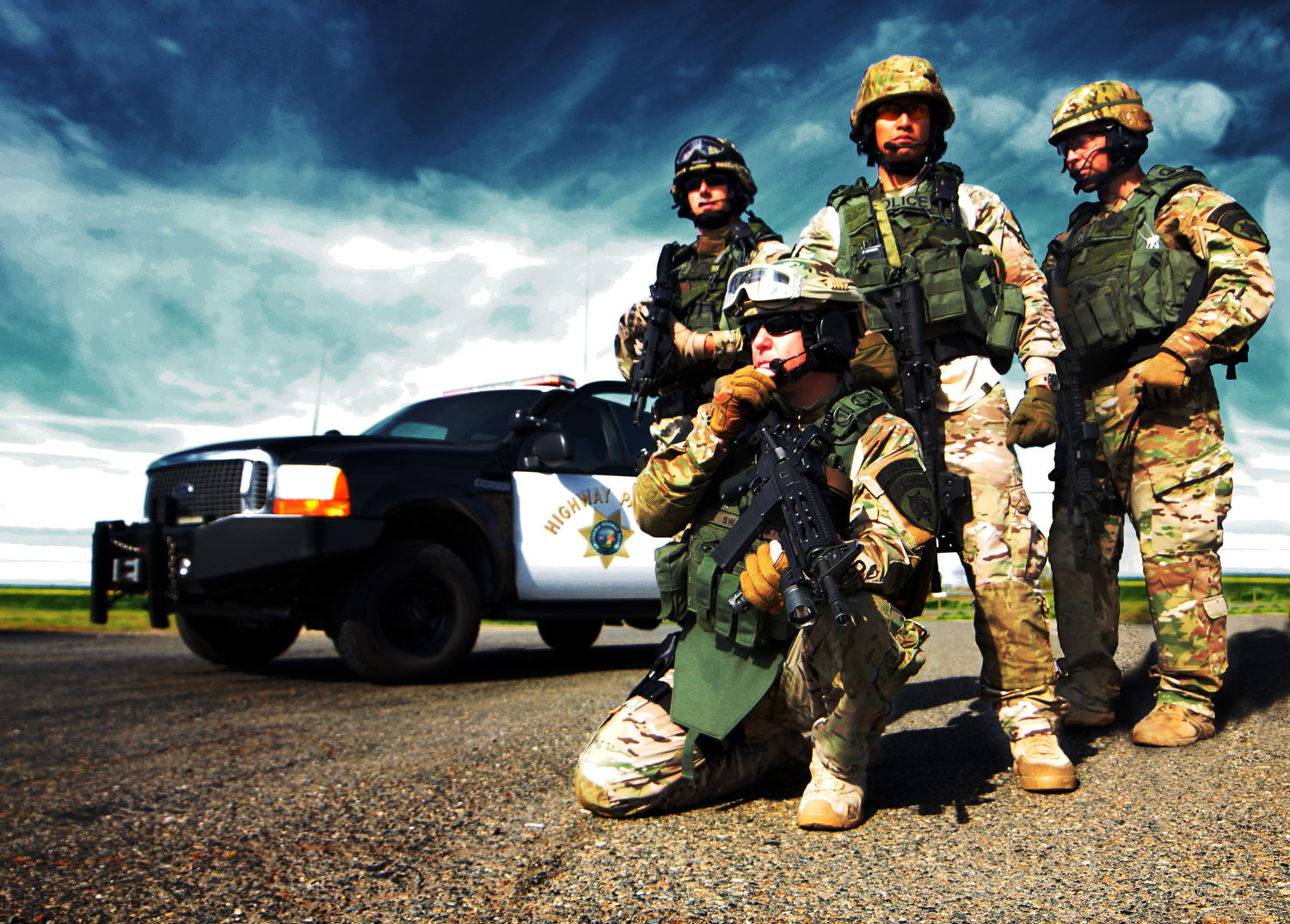
Спецназ Дорожньої поліції Каліфорнії

Офіцери Дорожньої поліції Каліфорнії слідкують за виконанням Автомобільного кодексу Каліфорнії, розслідують та усувають наслідки автомобільних аварій, усувають перешкоди для руху, створюють протоколи про аварії на автотрасах штату та дорогах неінкорпорованих територій. Всі аварії за участю шкільних автобусів розслідуються тільки Дорожньою поліцією Каліфорнії.
Після подій 11 вересня 2001 року Дорожня поліція Каліфорнії стала відповідати за охорону декількох потенційних цілей для терористів: атомних електростанцій, урядових будівель та головних інфраструктурних об'єктів. Також вона має власний спецназ та кінологічні бригади для боротьби з тероризмом.
Також в Дорожній поліції Каліфорнії є офіцери, обов'язком яких є боротьба з поширенням наркотиків, а також офіцери які займаються розслідуваннями інших злочинів. Є також спеціальні Бригади виконання ордерів, які здійснюють небезпечні арешти та обшуки пов'язані з розслідуваннями дорожньої поліції. Іноді ці бригади допомагають іншим правоохоронним органам у здійсненні небезпечних арештів та обшуків. Слідчі дорожньої поліції тісно співпрацюють з ФБР та з Генеральним прокурором Каліфорнії.

## Транспортні засоби
Найпоширенішими автомобілями в Дорожній поліції Каліфорнії є Ford Crown Victoria, Dodge Charger та Chevrolet Camaro, мотоциклами — BMW R1200RT. Також є літаки Cessna 206 та гелікоптери Bell OH‑58A, Bell 206 і Eurocopter AS‑350B‑3. Починаючи з 2013 року почали з'являтися Ford Explorer.

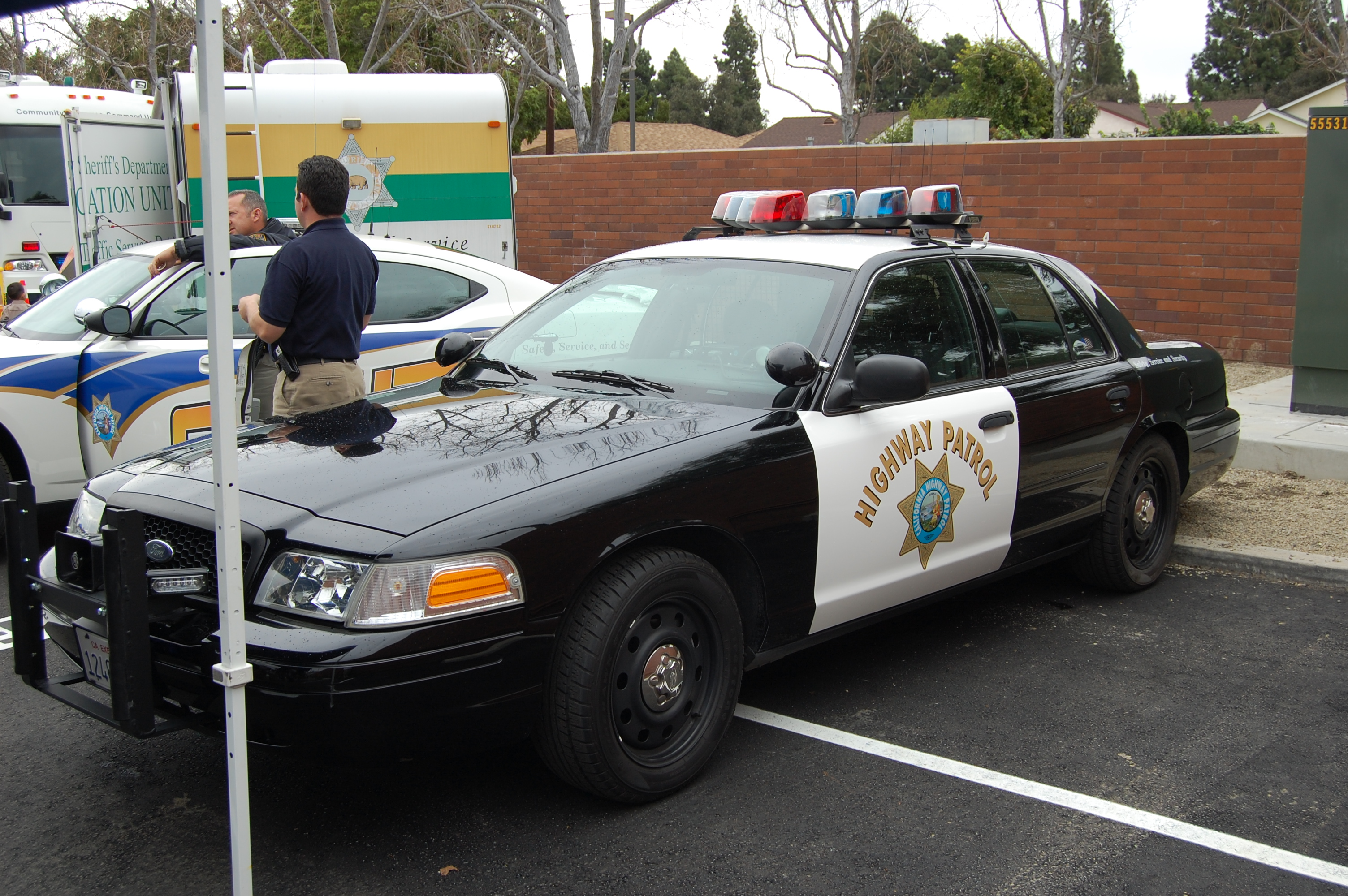
Ford Crown Victoria
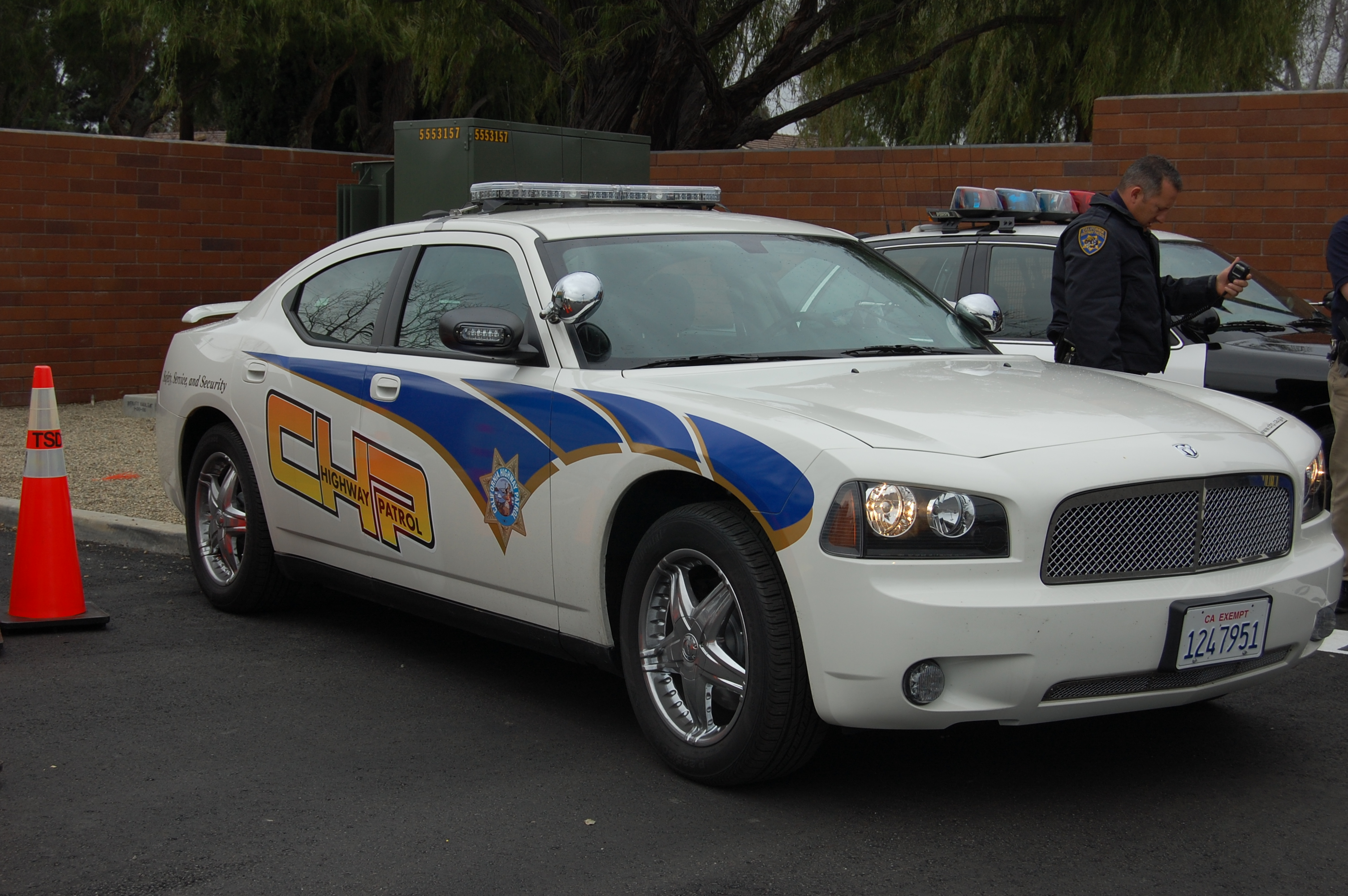
Dodge Charger
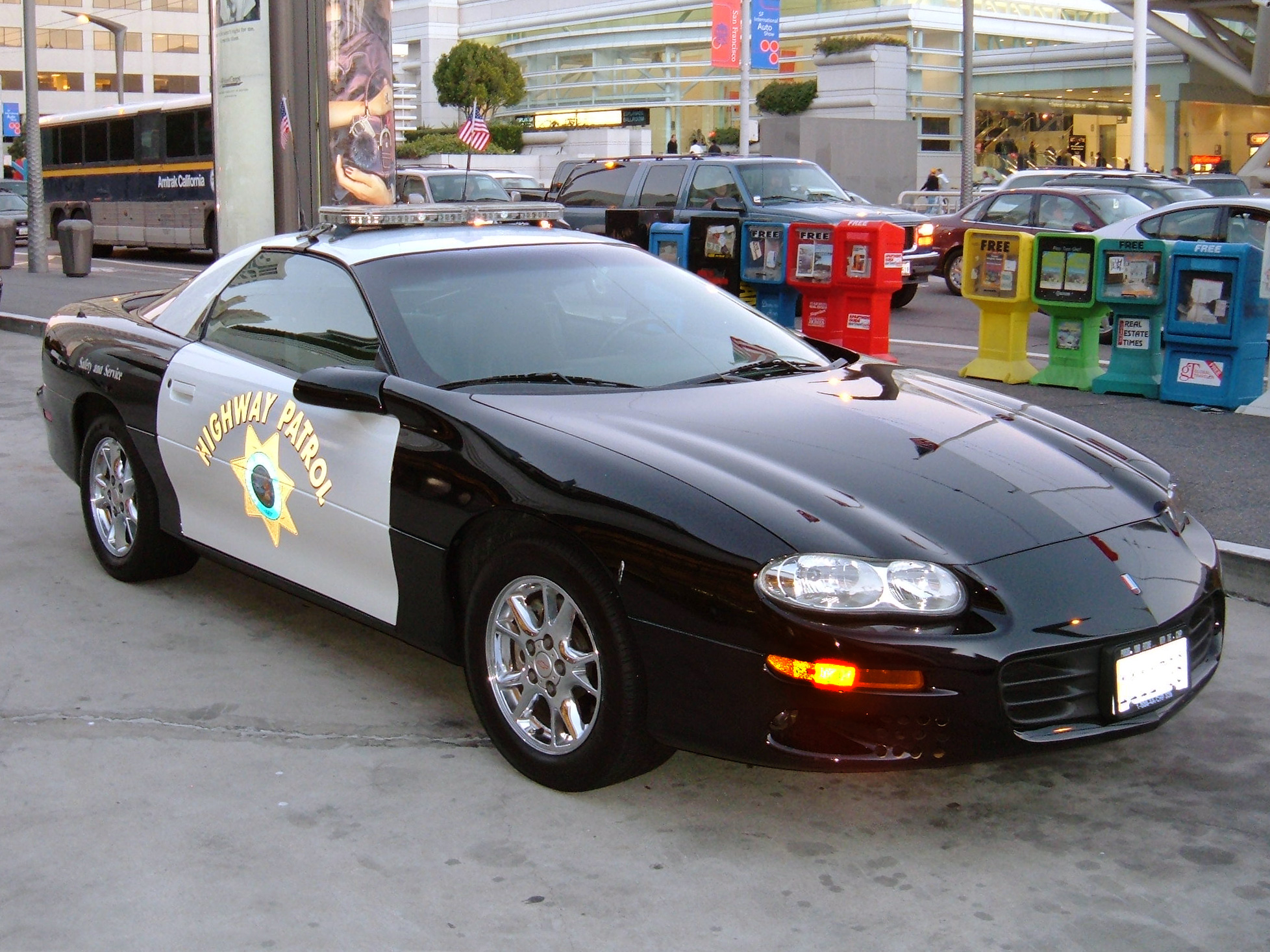
Chevrolet Camaro
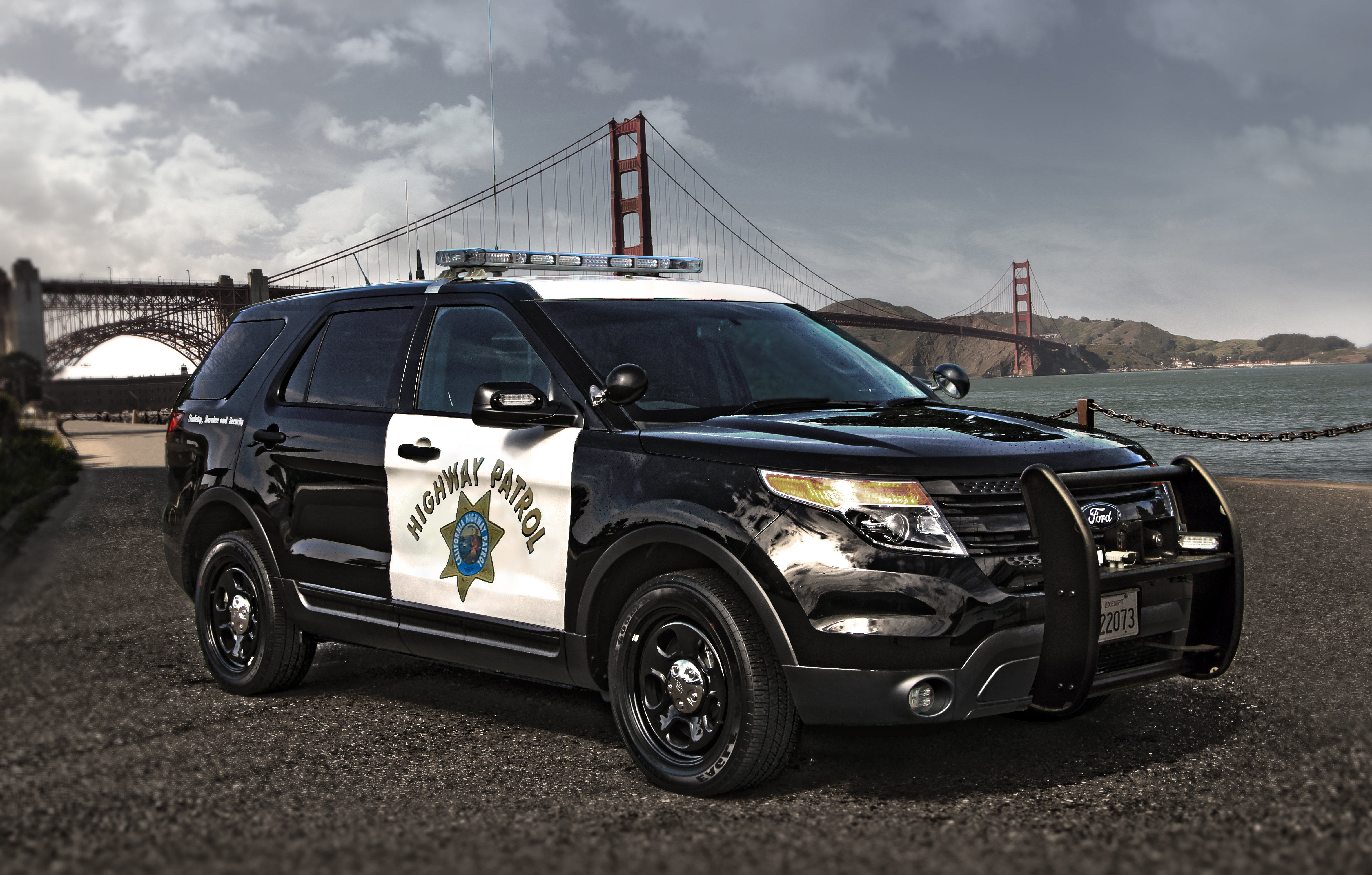
Ford Explorer
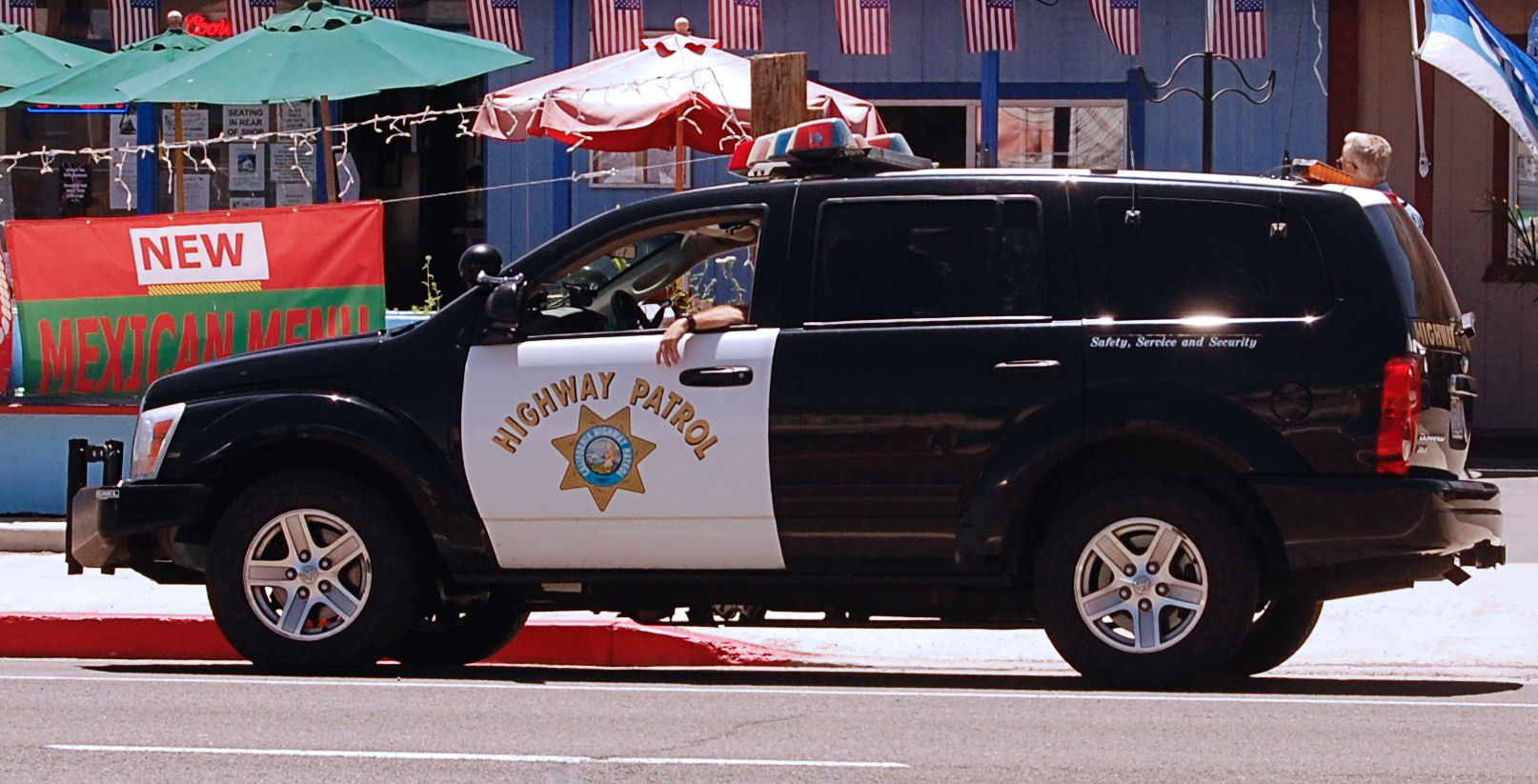
Dodge Durango
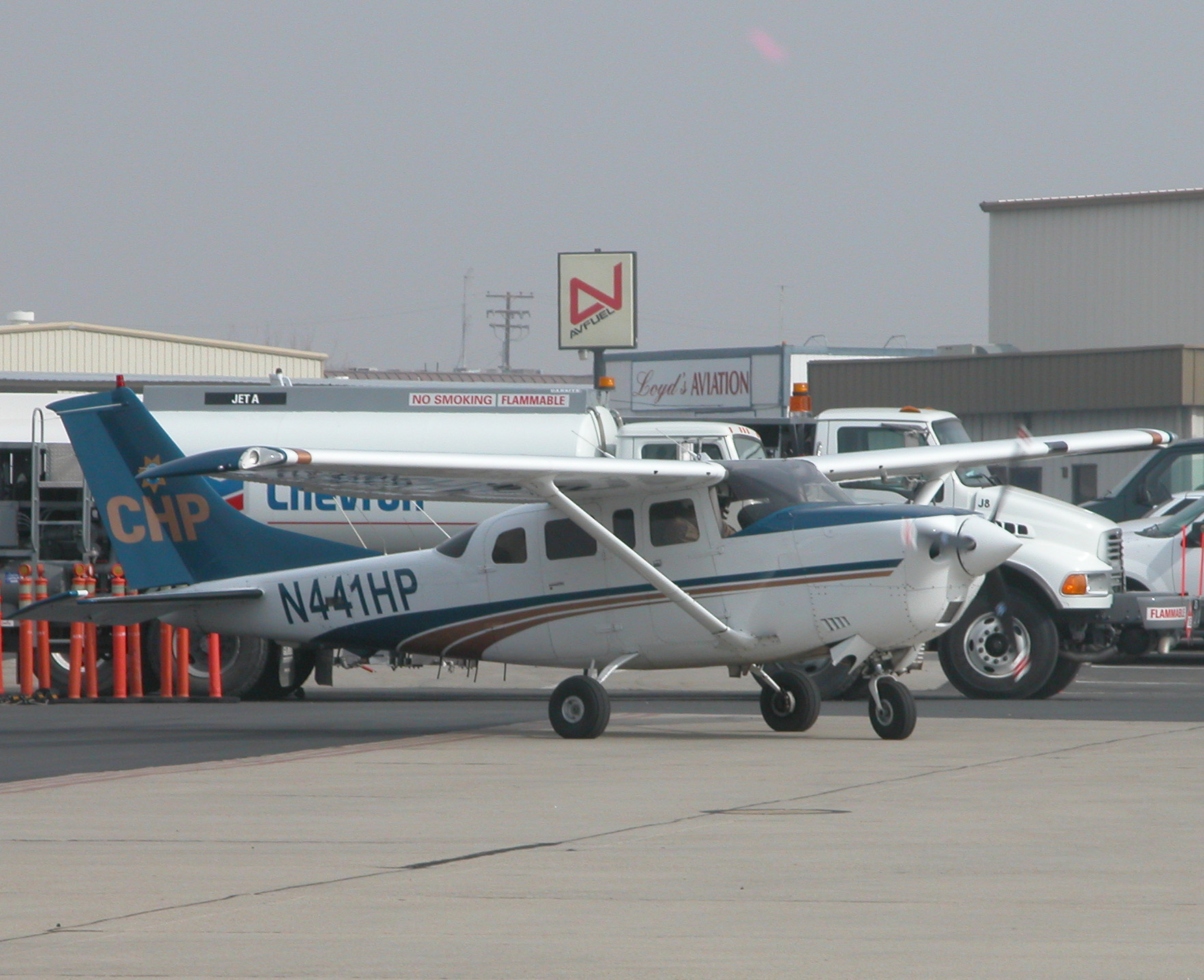
Cessna 206
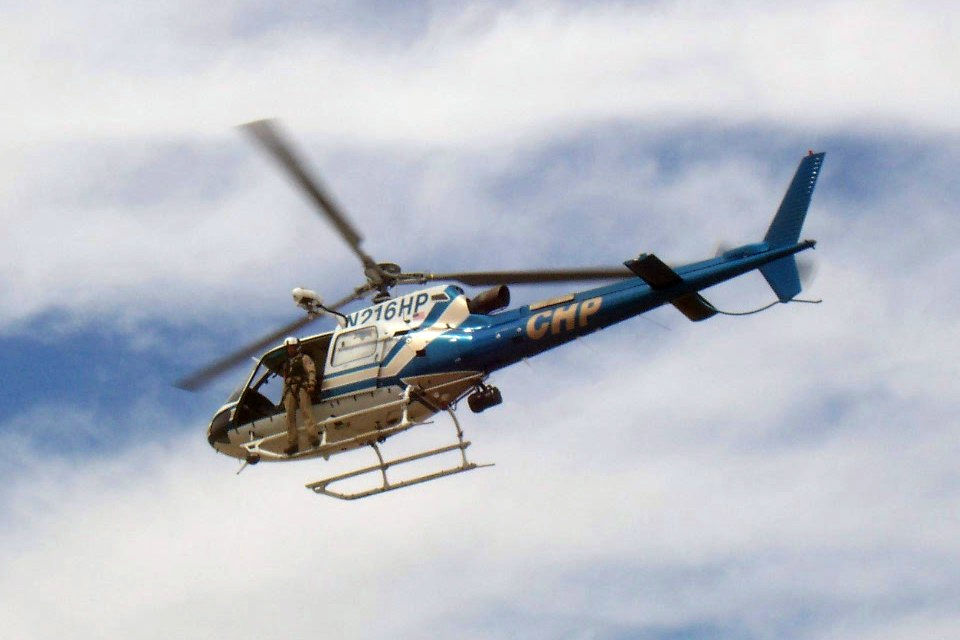
Eurocopter AS‑350B‑3

## Структура

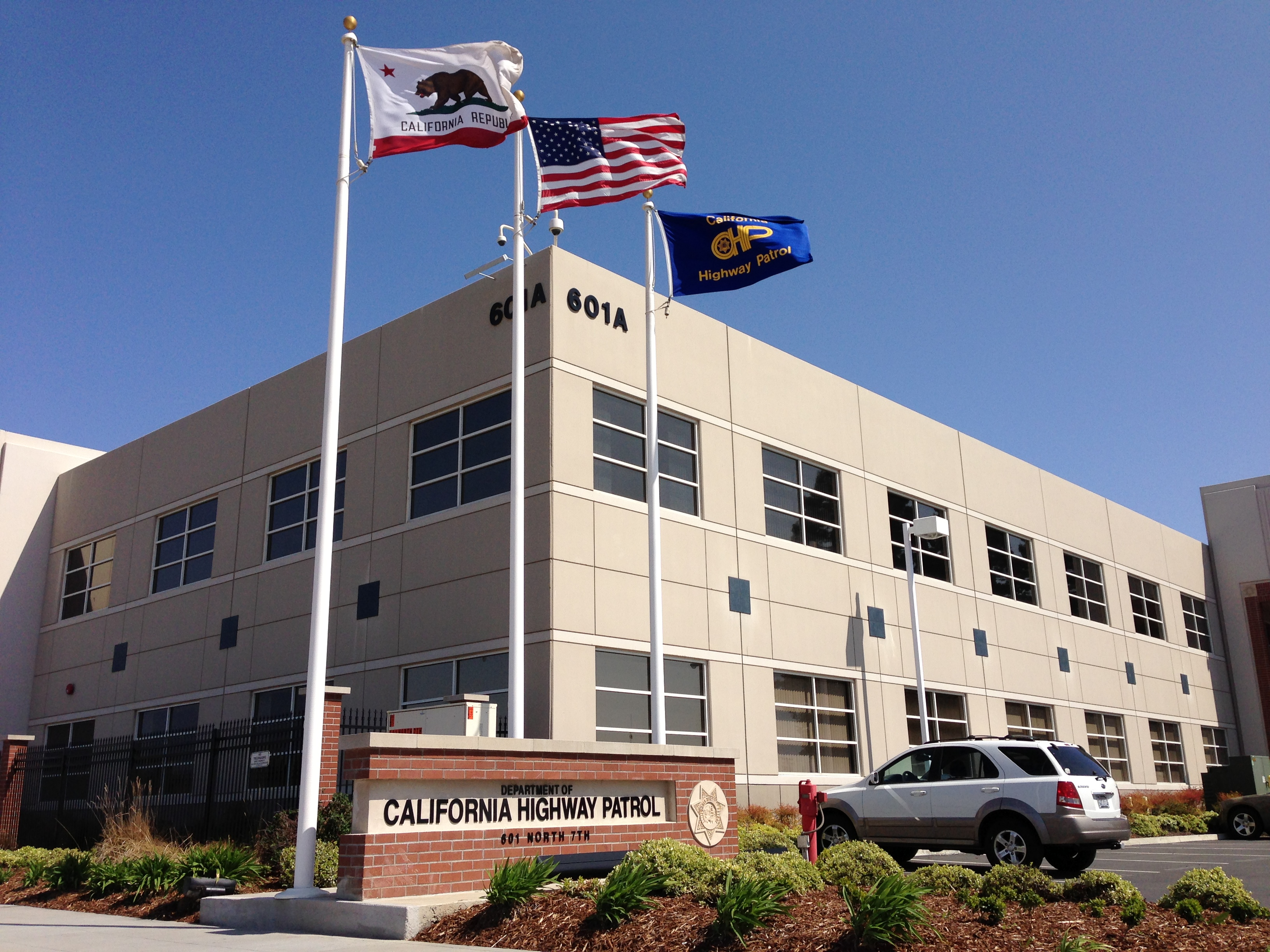
Штаб-квартира дорожньої поліції в Сакраменто

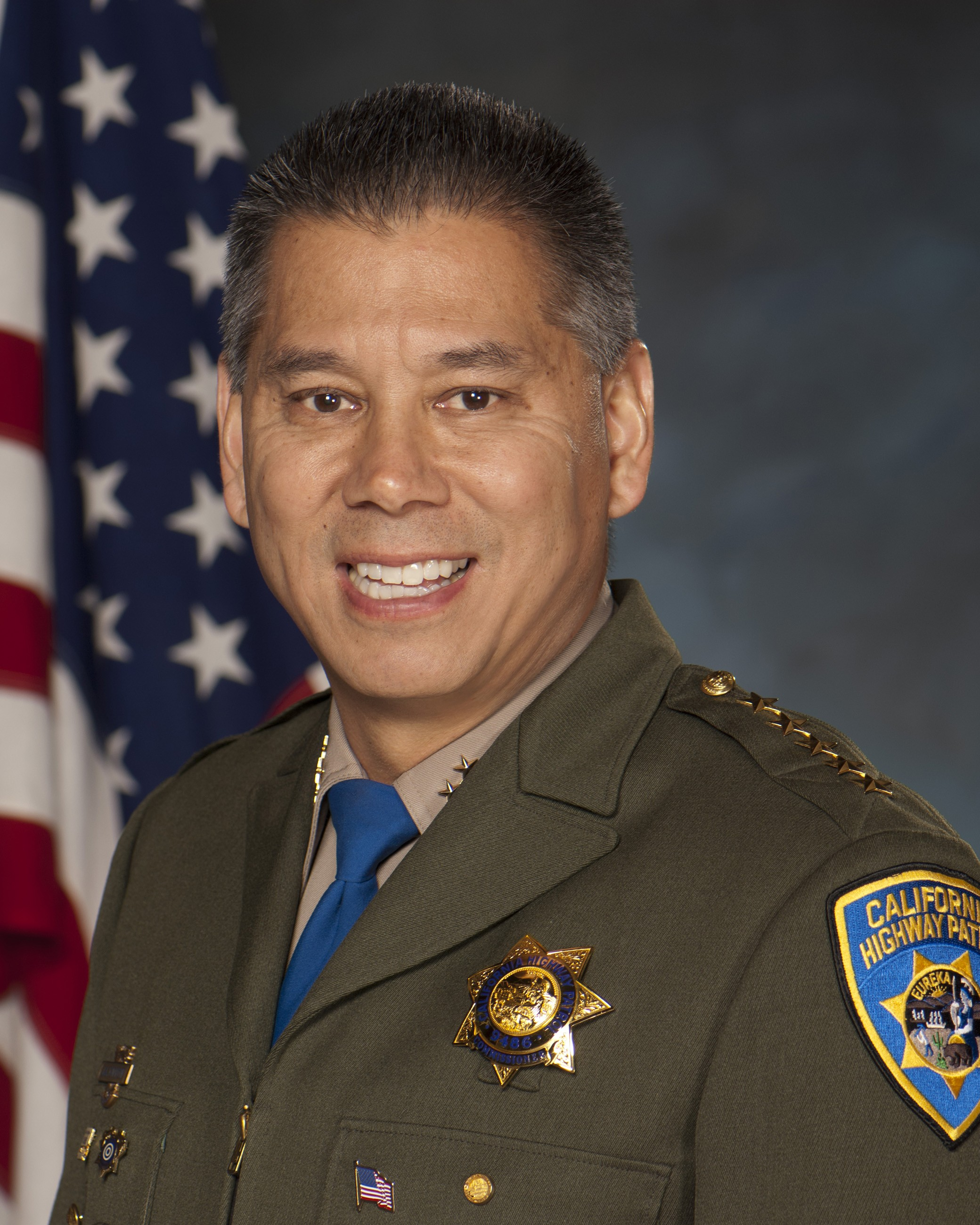
Комісар Джозеф Ферроу

- Комісар дорожньої поліції — Джозеф Ферроу
  - Заступник комісара дорожньої поліції
    - Відділ професійних стандартів та етики
    - Відділ зв'язків з громадськістю та з засобами масової інформації
    - Помічник комісара з правоохоронної роботи
      - Northern Division
      - Valley Division
      - Golden Gate Division
      - Central Division
      - Southern Division
      - Border Division
      - Coastal Division
      - Inland Division
      - Охоронний відділ
        - Підрозділ повітряних операцій
        - Підрозділ безпеки штату

    - Помічник комісара з адміністративної роботи
      - Відділ безпеки співробітників та допомоги співробітникам
      - Адміністративний відділ
      - Плановий відділ
      - Інформаційний відділ
      - Спеціальний радник комісара

Також в Border Division (Прикордонний територіальний відділ) є Відділ зв'язків з Мексикою. Він базується в Сан-Дієго. Оскільки Дорожня поліція Каліфорнії не має повноважень в Мексиці, офіцери з цього відділу тісно співпрацюють з мексиканськими правоохоронними органами щодо повернення викрадених автомобілів, пошуку та арешту крадіїв машин та з інших питань. Відділ був заснований в 1958 році і тоді він складався з одного офіцера. Зараз відділ складається з сержанта та шести офіцерів, які вільно володіють іспанською мовою.

## Звання
| Назва              | Знак |
| ------------------ | ---- |
| Комісар            |      |
| Заступник комісара |      |
| Помічник комісара  |      |
| Шеф                |      |
| Помічник шефа      |      |
| Капітан            |      |
| Лейтенант          |      |
| Сержант            |      |
| Офіцер             |      |
| Кадет              |      |

## Традиції

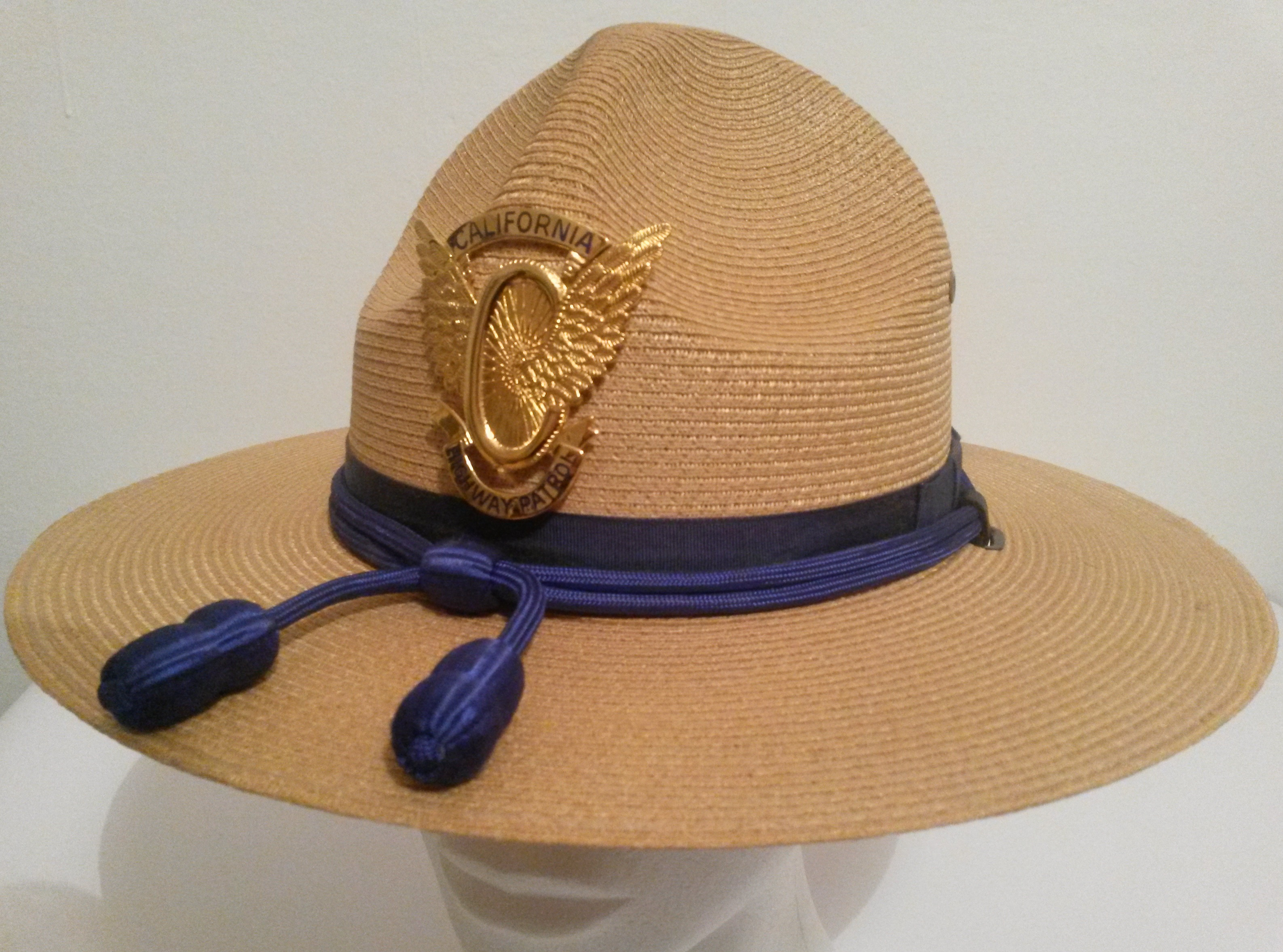
Капелюх офіцерів Дорожньої поліції Каліфорнії

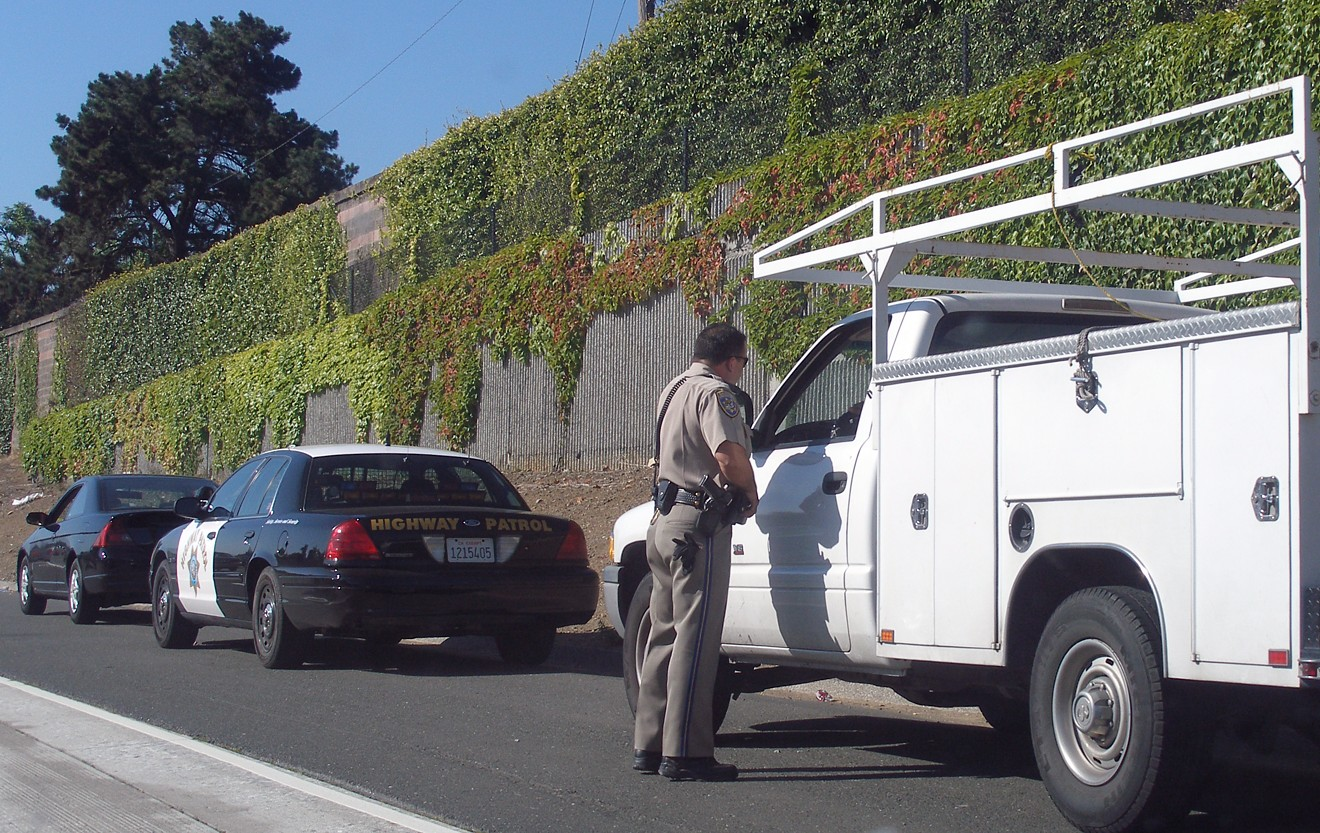
Офіцер дорожньої поліції зупинив автомобіль

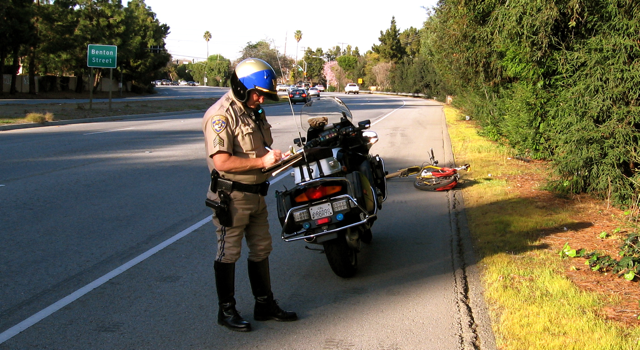
Офіцер-мотоцикліст

Офіцери дорожньої поліції традиційно носять уніформу кольору хакі, капелюха особливої форми, синю краватку (мотоциклісти носять краватку-метелик) та синьо-золоту стрічку на штанях. Зимова форма є темно-синьою.
За законами штату двері поліцейських машин мають бути білими. На дверях машин дорожньої поліції зображується семикінцева зірка. Машини дорожньої поліції є традиційно чорно-біло-чорними, хоча є також повністю білі автомобілі.

### Сім вершин поліцейського значка
Кожна з семи вершин поліцейського значка Дорожньої поліції Каліфорнії означає якусь з моральних якостей офіцера:
- Характер: Якості моральної сили, бадьорості і врівноваженості
- Чесність: Моральна стійкість до згубного впливу
- Знання: Знання фактів, законів та інших знань, що необхідні в повсякденній роботі
- Рішення: здатність застосовувати знання для прийняття правильних та справедливих рішень
- Честь: висока повага до принципів, на яких був побудована Дорожня поліція Каліфорнії
- Вірність: вірність принципам Дорожньої поліції Каліфорнії та колегам-офіцерам
- Ввічливість: повага до особистості

### Кодекс честі
Дорожня поліція Каліфорнії має власний кодекс честі:

Я, член Дорожньої поліції Каліфорнії, обіцяю на словах і на ділі наступне:
- Чесно та сумлінно служити Сполученим Штатам Америки та штату Каліфорнія, дотримуватися присяги як солдат закону.
- Підтримувати честь та репутацію Дорожньої поліції Каліфорнії.
- Бути вірним моїм колегам-офіцерам; поважати та слухатись вищих за рангом; захищати закон без страху та без дискримінації.
- Допомагати тим, хто перебуває в небезпеці і, якщо потрібно, віддати життя для виконання своїх обов'язків.
- Моя поведінка має завжди бути бездоганною. Я ніколи свідомо не вчиню дій, що дискредитуватимуть Дорожню поліцію Каліфорнії та її співробітників.

Всього цього я урочисто зобов'язуюсь як офіцер Дорожньої поліції Каліфорнії.
Оригінальний текст (англ.)
I, a member of the California Highway Patrol, subscribe in word and deed to the following: * To serve the United States of America and the State of California honestly, and conscientiously; and fulfill my oath as a soldier of the law; * To uphold and maintain the honor and integrity of the California Highway Patrol; * Be loyal to my fellow officers; respect and obey my seniors in rank; and enforce the law without fear, favor, or discrimination; * Assist those in peril or distress, and, if necessary, lay down my life rather than swerve from the path of duty; * My personal conduct shall at all times be above reproach and I will never knowingly commit any act that will in any way bring discredit upon the California Highway Patrol or any member thereof; To all of this I do solemnly pledge my sacred honor as an Officer of the California Highway Patrol.

## Загиблі офіцери
З моменту початку існування дорожньої поліції 225 офіцерів загинули під час виконання обов'язків. Трьома найпоширенішими причинами смерті є: автомобільні аварії, постріли та збиття автомобілем. 1964 був найсмертельнішим — 8 офіцерів загинули. 1970 та 1978 займають друге місце за смертністю — по 7 в кожному.

## Інциденти

### Скандал з офіцером Пеєром
В 1988 році офіцер Дорожньої поліції Каліфорнії Крег Пеєр, який пропрацював в поліції шість років, був визнаний винним у вбивстві першого ступеню 20-річної Кари Кнотт, яку Пеєр зупинив за порушення правил дорожнього руху 27 грудня 1986 на міжштатній автотрасі 15 в окрузі Сан-Дієго. Пеєр почав сексуально домагатися Кнотт, але вона дала йому відсіч, роздряпавши йому обличчя, після чого Пеєр побив її своїм ліхтариком, задушив мотузкою та скинув її труп з покинутого моста.
Через два дні репортер місцевого телеканалу знімаючи репортаж про розслідування вбивства взяв в Пеєра інтерв'ю попросивши розказати про самозахист для жінок-водіїв. Репортер також поцікавився звідки взялись подряпини на його обличчі, які Пеєр пояснив тим, що він впав на обличчям паркан на парковці дорожньої поліції. Після того, як репортаж показали по телебаченню, в правоохоронні органи посипались дзвінки від жінок, які повідомляли, що Пеєр зупиняв їх на тому самому місці, але тоді поводив себе ввічливо. Деякі сказали що він торкався їх плечей та волосся. Подальше розслідування виявило, що декілька жінок подали скарги на дії Пеєра, але вони були відхилені через «бездоганну» репутацію Пеєра. Знайшлися свідок того, як машина дорожньої поліції їхала за машиною Кнотт приблизно в час вбивства та свідок того, що машина дорожньої поліції розвернулась і поїхала за машиною Кнотт як тільки вона виїхала з заправки. Згодом були знайдені штрафні квитанції з ночі вбивства та бортовий журнал з неправдивою інформацією написаною Пеєром, а потім і інші докази винуватості Пеєра.
Пеєр був засуджений до довічного ув'язнення з правом на помилування. Комісія з помилувань відмовила йому у 2004, 2008 та 2012. Наступне слухання буде лише в 2027 році.

### Інші офіцери-вбивці
- Джордж Сволтні 10 травня 1984 був засуджений федеральним судом до 90 років ув'язнення за зґвалтування та вбивство 23-річної Робін Бішоп 11 січня 1982. Згодом він помер у в'язниці від серцевого нападу.
- Томека Джонсон, колишній офіцер дорожньої поліції, застрелила свого чоловіка в голову 21 лютого 2009. Подружжя до цього пиячило та сварилося. Її засудили до 50 років ув'язнення.

### Інцидент у Ньюголлі
6 квітня 1970 чотири офіцери Дорожньої поліції Каліфорнії були вбиті під час стрілянини в районі Ньюголл міста Санта-Кларіта, округ Лос-Анджелес. Після цього інциденту в Дорожній поліції Каліфорнії відбулися значні процедурні та доктринні реформи.
Перестрілка почалася на парковці ресторану незадовго до півночі. Офіцерам Уолту Фрейго та Роджеру Гору повідомили про машину, водій якої розмахував зброєю. Вони помітили машину, почали їхати за нею, викликали підмогу та почали процедуру зупинки. Коли автомобіль зупинився на парковці, офіцери наказали водію вийти з машини та покласти руки на капот. Гор наблизився до нього, а Фарго підійшов до пасажирської сторони машини. Несподівано пасажирські двері відчинилися, пасажир вистрибнув та вистрілив два рази Фарго у груди. Пасажир, якого потім ідентифікували як Джек Твіннінг, розвернувся і один раз вистрілив в Гора, який почав відстрілюватись. Після цього водій Боббі Девіс вистрілив в Гора два рази в притул. Обидва офіцери загинули.
Згодом прибули офіцери Джеймс Пенс та Джордж Аллейн і одразу ж потрапили під вогонь злочинців. Аллейн схопив дробовик та сховався за дверима з пасажирської сторони машини. Під час подальшої перестрілки обидва офіцери були вбиті, а один злочинець поранений.
Цивільний Гаррі Кнесс побачив перестрілку коли проїжджав повз та зупинився щоб допомогти офіцерам. Він спробував відтягнути Аллейна з місця події, але один зі злочинців почав стріляти по ньому. Кнесс схопив дробовик Аллейна і почав цілитись в злочинців, але дробовик виявився порожнім. Тоді Кнесс схопив пістолет Аллейна та вистрілив Боббі Девісу в груди. Девіс продовжував наближатися не зважаючи на поранення і Кнесс спробував вистрілити ще раз, але в пістолеті закінчились кулі. Після цього Кнесс побіг та стрибнув у канаву.
Злочинці втекли, а згодом кинули свій автомобіль і розділились. Дев'ять подальших годин поліція прочісувала територію в пошуках злочинців. Твіннінг увірвався в будинок та взяв людину в заручники. Поліція спробувала здійснити штурм, але Твіннінг застрелився. Девіса піймали та засудили до страти, але в 1972 році Верховний суд Каліфорнії визнав страту жорстоким та незвичайним покаранням, і в 1973 Девісу замінили страту на довічне ув'язнення.
Тодішній губернатор Каліфорнії Рональд Рейган сказав з приводу цього інциденту: «Після цієї трагедії кожен громадянин має усвідомлювати, що часто єдине що стоїть між ним та втратою всього, що він цінує, це людина зі значком поліцейського».
Цей інцидент призвів до повного перегляду процедур високоризикованих зупинок транспорту. Процедури використання зброї теж докорінно змінилися, методи арешту були покращені. Кийки та балончики зі сльозогінним газом були додані до арсеналу поліцейських, тренування з їх використання стало більш поглибленим.